# Coppa del Mondo di slittino su pista naturale 2010
La Coppa del Mondo di slittino su pista naturale 2009-10, diciottesima edizione della manifestazione organizzata dalla Federazione Internazionale Slittino, ebbe inizio il 16 dicembre 2009 a Novoural'sk, in Russia e si concluse il 27 febbraio 2010 a Garmisch-Partenkirchen, in Germania. Furono disputate diciotto gare, sei nel singolo uomini, nel singolo donne e nel doppio in cinque differenti località. Nella classifica finale dell'anno venivano scartati uno tra i peggiori punteggi ottenuti.

## Risultati
| Data                | Località               | Nazione  | Specialità       | Primi classificati                      | Secondi classificati                    | Terzi classificati                          |
| ------------------- | ---------------------- | -------- | ---------------- | --------------------------------------- | --------------------------------------- | ------------------------------------------- |
| 16/17 dicembre 2009 | Novoural'sk            | Russia   | Donne – Singolo  | Ekaterina Lavrent'eva Russia            | Melanie Batkowski Austria               | Renate Gietl Italia                         |
| 16/17 dicembre 2009 | Novoural'sk            | Russia   | Uomini – Singolo | Thomas Schopf Austria                   | Patrick Pigneter Italia                 | Thomas Kammerlander Austria                 |
| 16/17 dicembre 2009 | Novoural'sk            | Russia   | Doppio           | Patrick Pigneter Florian Clara Italia   | Pavel Poršnev Ivan Lazarev Russia       | Aleksandr Egorov Pëtr Popov Russia          |
| 19/20 dicembre 2009 | Novoural'sk            | Russia   | Donne – Singolo  | Melanie Batkowski Austria               | Ekaterina Lavrent'eva Russia            | Renate Gietl Italia                         |
| 19/20 dicembre 2009 | Novoural'sk            | Russia   | Uomini – Singolo | Thomas Schopf Austria                   | Patrick Pigneter Italia                 | Thomas Kammerlander Austria                 |
| 19/20 dicembre 2009 | Novoural'sk            | Russia   | Doppio           | Pavel Poršnev Ivan Lazarev Russia       | Aleksandr Egorov Pëtr Popov Russia      | Andrzej Laszczak Damian Waniczek Polonia    |
| 9/10 gennaio 2010   | Umhausen               | Austria  | Donne – Singolo  | Ekaterina Lavrent'eva Russia            | Renate Gietl Italia                     | Melanie Batkowski Austria                   |
| 9/10 gennaio 2010   | Umhausen               | Austria  | Uomini – Singolo | Patrick Pigneter Italia                 | Hannes Clara Italia                     | Thomas Kammerlander Austria                 |
| 9/10 gennaio 2010   | Umhausen               | Austria  | Doppio           | Patrick Pigneter Florian Clara Italia   | Pavel Poršnev Ivan Lazarev Russia       | Andrzej Laszczak Damian Waniczek Polonia    |
| 23/24 gennaio 2010  | Laces                  | Italia   | Donne – Singolo  | Renate Gietl Italia                     | Ekaterina Lavrent'eva Russia            | Evelin Lanthaler Italia                     |
| 23/24 gennaio 2010  | Laces                  | Italia   | Uomini – Singolo | Hannes Clara Italia                     | Rudi Resch Italia                       | Patrick Pigneter Italia                     |
| 23/24 gennaio 2010  | Laces                  | Italia   | Doppio           | Patrick Pigneter Florian Clara Italia   | Christian Schopf Andreas Schopf Austria | Pavel Poršnev Ivan Lazarev Russia           |
| 6/7 febbraio 2010   | Lazfons                | Italia   | Donne – Singolo  | Renate Gietl Italia                     | Ekaterina Lavrent'eva Russia            | Evelin Lanthaler Italia                     |
| 6/7 febbraio 2010   | Lazfons                | Italia   | Uomini – Singolo | Patrick Pigneter Italia                 | Rudi Resch Italia                       | Gernot Schwab Austria                       |
| 6/7 febbraio 2010   | Lazfons                | Italia   | Doppio           | Patrick Pigneter Florian Clara Italia   | Pavel Poršnev Ivan Lazarev Russia       | Christian Schopf Andreas Schopf Austria     |
| 27 febbraio 2010    | Garmisch-Partenkirchen | Germania | Donne – Singolo  | Ekaterina Lavrent'eva Russia            | Renate Gietl Italia                     | Melanie Batkowski Austria                   |
| 27 febbraio 2010    | Garmisch-Partenkirchen | Germania | Uomini – Singolo | Patrick Pigneter Italia                 | Marcus Grausam Germania                 | Alex Gruber Italia                          |
| 27 febbraio 2010    | Garmisch-Partenkirchen | Germania | Doppio           | Christian Schopf Andreas Schopf Austria | Patrick Pigneter Florian Clara Italia   | Christian Schatz Gerhard Mühlbacher Austria |

## Classifiche

### Singolo uomini
| Pos. | Nome                | Nazione | NOV | NOV | UMH | LAC | LAZ | GAR | Totale |
| ---- | ------------------- | ------- | --- | --- | --- | --- | --- | --- | ------ |
| 1    | Patrick Pigneter    | Italia  | 2   | 2   | 1   | 3   | 1   | 1   | 470    |
| 2    | Thomas Schopf       | Austria | 1   | 1   | 10  | 4   | 10  | 16  | 321    |
| 3    | Gernot Schwab       | Austria | 3   | 4   | -   | 7   | 3   | 6   | 296    |
| 4    | Anton Blasbichler   | Italia  | 4   | 5   | 4   | 10  | 4   | 4   | 295    |
| 5    | Thomas Kammerlander | Austria | 5   | 3   | 3   | 9   | 4   | 10  | 291    |
| 6    | Rudi Resch          | Italia  | 8   | 7   | 5   | 2   | 2   | 24  | 288    |
| 7    | Stefan Gruber       | Italia  | 6   | 6   | 13  | 6   | 11  | 5   | 239    |
| 8    | Hannes Clara        | Italia  | -   | -   | 2   | 1   | 9   | -   | 224    |
| 9    | Alex Gruber         | Italia  | -   | -   | 7   | 5   | 7   | 3   | 217    |
| 10   | Robert Batkowski    | Austria | 24  | 12  | 8   | 12  | 8   | 8   | 190    |

### Singolo donne
| Pos. | Nome                  | Nazione  | NOV | NOV | UMH | LAC | LAZ | GAR | Totale |
| ---- | --------------------- | -------- | --- | --- | --- | --- | --- | --- | ------ |
| 1    | Ekaterina Lavrent'eva | Russia   | 1   | 2   | 1   | 2   | 2   | 1   | 470    |
| 2    | Renate Gietl          | Italia   | 3   | 3   | 2   | 1   | 1   | 2   | 440    |
| 3    | Melanie Batkowski     | Austria  | 2   | 1   | 3   | 4   | 4   | 3   | 385    |
| 4    | Evelin Lanthaler      | Italia   | 5   | 4   | 5   | 3   | 3   | 4   | 315    |
| 5    | Marlies Wagner        | Austria  | 4   | 5   | 4   | 8   | 6   | 7   | 271    |
| 6    | Melanie Schwarz       | Italia   | -   | -   | 6   | 6   | 5   | 6   | 205    |
| 7    | Alexandra Obrist      | Italia   | -   | -   | 7   | 5   | 7   | 5   | 202    |
| 8    | Ljudmila Astramovish  | Russia   | -   | 7   | 11  | 11  | 11  | 10  | 184    |
| 9    | Veronika Nachmann     | Germania | 9   | 9   | 12  | 10  | 12  | 11  | 180    |
| 10   | Tina Unterberger      | Austria  | 11  | 11  | 10  | 9   | 10  | 13  | 175    |

### Doppio
| Pos. | Nome                                       | Nazione  | NOV | NOV | UMH | LAC | LAZ | GAR | Totale |
| ---- | ------------------------------------------ | -------- | --- | --- | --- | --- | --- | --- | ------ |
| 1    | Patrick Pigneter Florian Clara             | Italia   | 1   | 0   | 1   | 1   | 1   | 2   | 485    |
| 2    | Pavel Poršnev Ivan Lazarev                 | Russia   | 2   | 1   | 2   | 3   | 2   | 4   | 415    |
| 3    | Christian Schopf Andreas Schopf            | Austria  | 4   | 4   | 4   | 2   | 3   | 1   | 375    |
| 4    | Andrzej Laszczak Damian Waniczek           | Polonia  | 6   | 3   | 3   | 4   | 6   | 5   | 305    |
| 5    | Christian Schatz Gerhard Mühlbacher        | Austria  | 7   | 5   | 5   | 5   | 5   | 3   | 290    |
| 6    | Aleksandr Egorov Pëtr Popov                | Russia   | 3   | 2   | 6   | 9   | 9   | 9   | 286    |
| 7    | Bjorn Kierspel Christian Wichan            | Germania | 9   | 8   | -   | 8   | 9   | 6   | 212    |
| 8    | Thomas Kammerlander Christoph Regensburger | Austria  | 5   | 6   | 0   | 7   | 7   | -   | 197    |
| 9    | Pavel Silin Ivan Rodin                     | Russia   | 8   | -   | 8   | -   | 10  | 10  | 156    |
| 9    | Florian Breitenberger David Mair           | Italia   | -   | -   | -   | 6   | 4   | 7   | 156    |

### Coppa nazioni
| Pos. | Nazione  | NOV | NOV | UMH | LAC | LAZ | GAR | Totale |
| ---- | -------- | --- | --- | --- | --- | --- | --- | ------ |
| 1    | Italia   | 492 | 400 | 783 | 821 | 795 | 729 | 4020   |
| 2    | Austria  | 655 | 697 | 600 | 610 | 635 | 587 | 3814   |
| 3    | Russia   | 561 | 579 | 380 | 396 | 430 | 294 | 2640   |
| 4    | Germania | 126 | 124 | 162 | 203 | 236 | 305 | 1156   |
| 5    | Polonia  | 99  | 120 | 245 | 207 | 79  | 116 | 876    |
| 6    | Slovenia | 148 | 122 | 130 | -   | 127 | 133 | 660    |
| 7    | Bulgaria | 59  | 23  | 96  | 109 | 67  | 85  | 439    |
| 8    | Ucraina  | 46  | 37  | 51  | 87  | -   | -   | 211    |
| 9    | Canada   | 36  | 36  | 26  | 53  | 45  | -   | 196    |
| 10   | Romania  | -   | -   | 24  | 41  | 39  | 65  | 169    |